# Печень трески

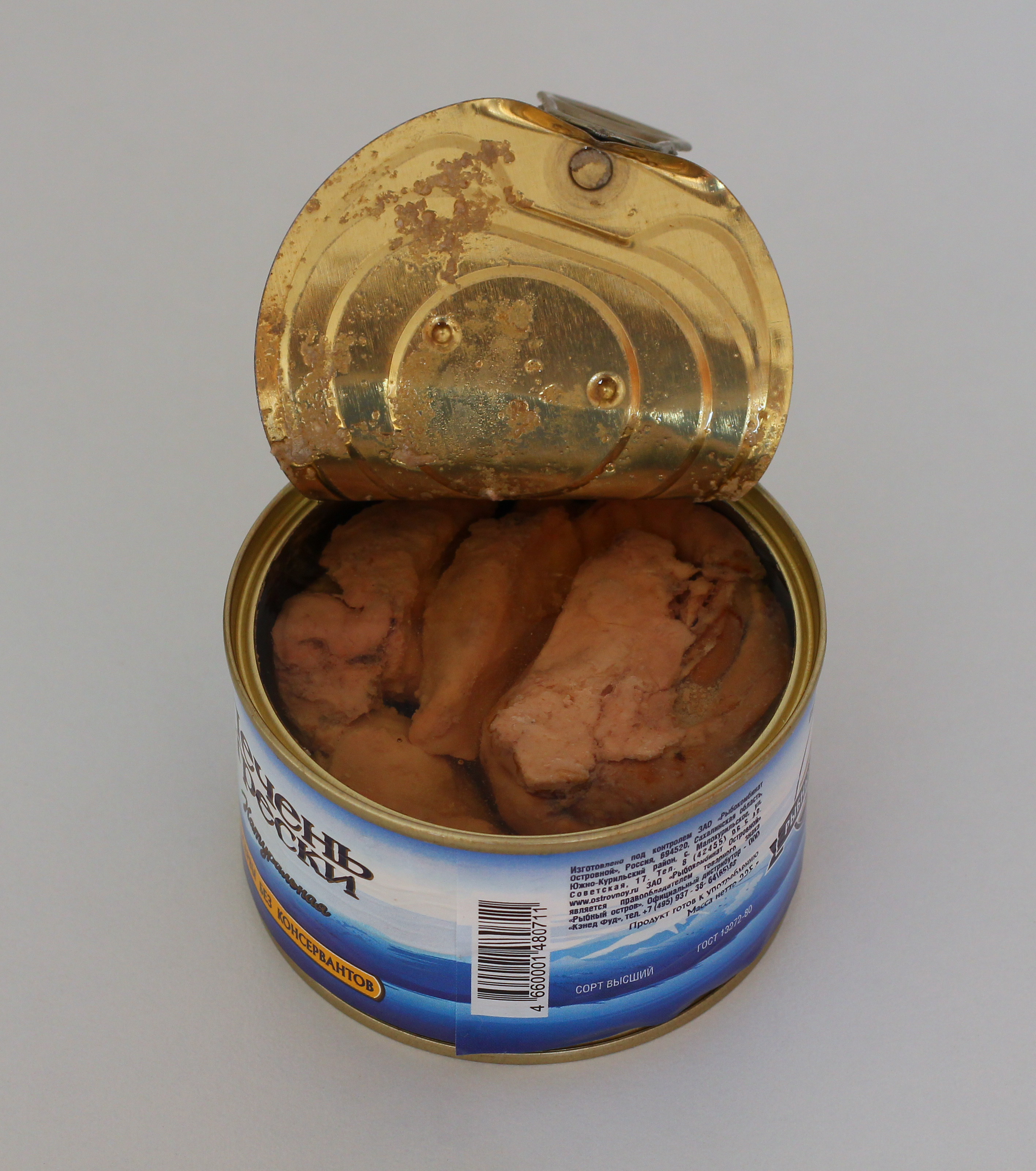
Консервированная печень трески российского производства

Пе́чень трески́ — продукт питания, используемый в различных кухнях мира. Представляет собой печень атлантической трески, которая, как правило, продаётся в консервированном виде в форме приправленных перцем и лавровым листом кусков печени в собственном жиру. Используется чаще всего в сочетании с отварным картофелем, луком и сваренными вкрутую яйцами для приготовления паштетов, салатов, бутербродов и других холодных закусок.
Печень трески имеет очень высокую степень жирности (более 60 %) и вследствие этого является источником рыбьего жира. Одновременно она в значительном количестве содержит ряд важных для организма человека веществ, в том числе витамин А, витамин D, витамин E, ненасыщенные жирные кислоты, фолиевую кислоту, белки, иод. Калорийность на 100 г составляет — 613 ккал, содержание белка — 4,2 г, жиров — 65,7 г, углеводов — 1,2 г.